# Cleethorpes
Cleethorpes és una població litoral d'Anglaterra, situada a Lincolnshire del nord-est, al lloc on l'estuari de l'Humber arriba a la Mar del Nord.
Està situada just al mig del meridià de Greenwich. La seva pluviometria anual es troba entre les més baixes de les Illes Britàniques.
Etimològicament "Cleethorpes" es creu que prové de la unió de les paraules "clee", un arcaisme de clay, 'argila', i de "thorpes", una paraula del nòrdic antic per a designar poblacions petites.
Abans de ser una població unificada, Cleethorpes estava constituïda per tres viles petites, o "thorpes": Itterby, Oole i Thrunscoe, les quals formaven part de la parròquia de Clee (no s'ha de confondre amb Old Clee).
Originàriament era un petit port de pescadors, cap a 1830 Cleethorpes va esdevenir una estació balneària i la seva població va augmentar molt. El 2011 tenia 31.853 habitants.
Des de 1996, aquesta vila va ser administrada junt amb Grimsby.